# ایرینا رومانوا (اسکیت باز)
ایرینا رومانوا (انگلیسی: Irina Romanova؛ زادهٔ ۲۰ آوریل ۱۹۷۲) رقصنده روی یخ اهل اوکراین است. وی همچنین از اسکیت‌بازان نمایشی در بازی‌های المپیک زمستانی ۱۹۹۴ بود که در دوره ۱۹۹۸ نیز حضور داشت.